# Pusztavám, Fejér
Pusztavám  este un sat în districtul Mór, județul Fejér, Ungaria, având o populație de 2.536 de locuitori (2011). 

## Demografie
Componența etnică a satului Pusztavám
     Maghiari (83,69%)
     Germani (14,64%)
     Români (1,23%)
     Necunoscut (0,25%)
     Romi (0,2%)
     Alții (0,25%)
Componența confesională a satului Pusztavám
     Romano-catolici (36,59%)
     Luterani (14,63%)
     Fără religie (10,06%)
     Reformați (4,34%)
     Necunoscută (33,36%)
     Alte religii (1,5%)
Conform recensământului din 2011, satul Pusztavám avea 2.536 de locuitori. Din punct de vedere etnic, majoritatea locuitorilor (83,69%) erau maghiari, existând și minorități de germani (14,64%) și români (1,23%). Apartenența etnică nu este cunoscută în cazul a 0,25% din locuitori. Nu există o religie majoritară, locuitorii fiind romano-catolici (36,59%), luterani (14,63%), persoane fără religie (10,06%) și reformați (4,34%). Pentru 33,36% din locuitori nu este cunoscută apartenența confesională.